# قمر اصطناعي للبث التلفزيوني

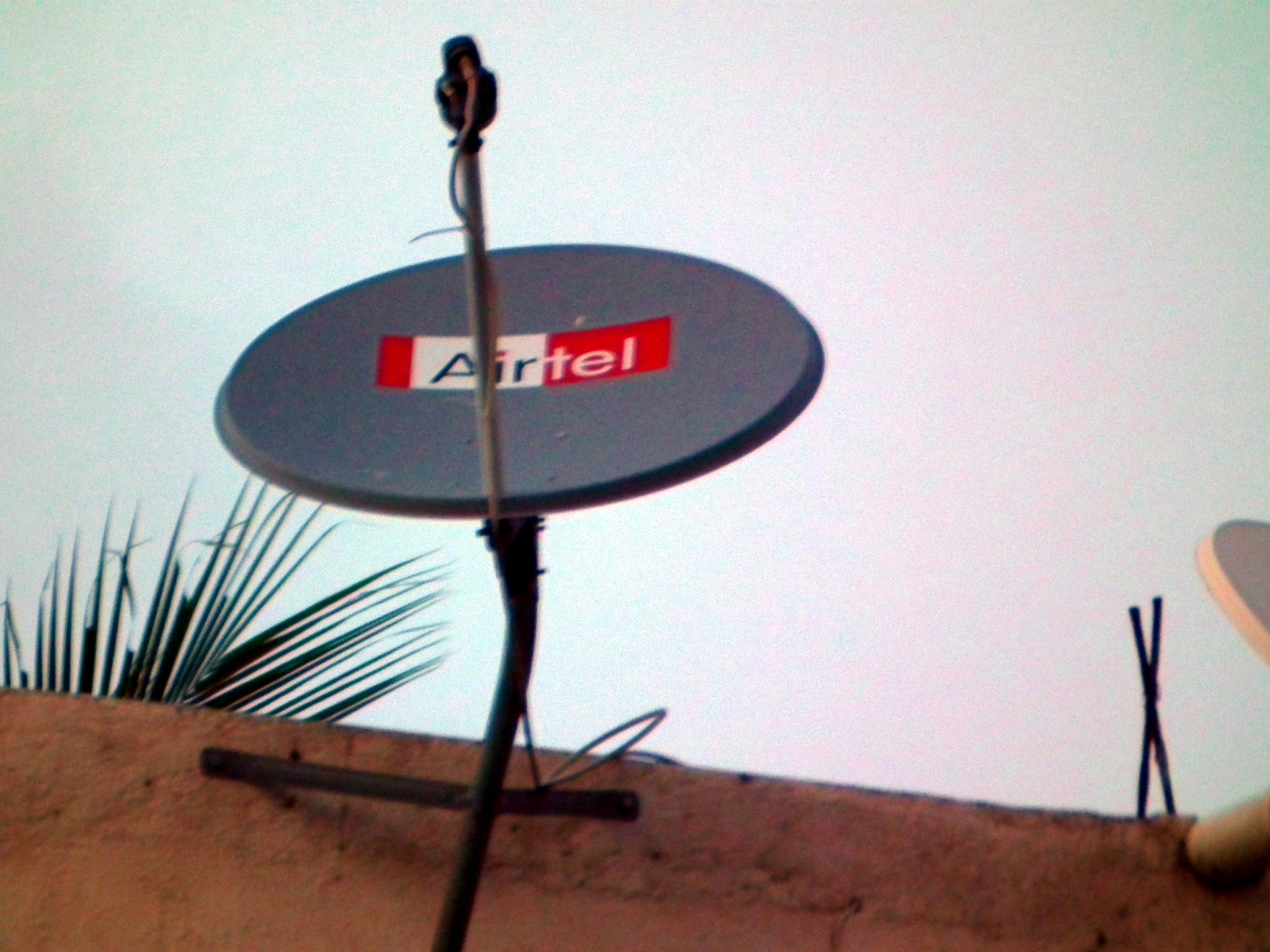
هوائي استقبال في هيئة صينية.

القمر الاصطناعي للبث التلفزيوني (بالإنجليزية: Direct Broadcasting Satellite اختصارًا DBS)‏ هو قمر صناعي للاتصالات بغرض البث الإذاعي (الراديو) والتلفزيوني. وتستخدم تلك الأقمار الصناعية الخاصة في نشر الأخبار وكذلك لإذاعة البرامج ونشرها على المشاهدين، ويتم ذلك عن طريق شبكة كابلات التلفاز أو عن طريق صواني الاستقبال الإلكترونية (هوائي).
في أوروبا تستخدم لتقني البث الإذاعي والتلفزيوني أقمارا صناعية متموضعة، وهي لا تكون عادة مكونة من قمر صناعي واحد وإنما من مجموعة الأقمار الصناعية، وترسل إلى الفضاء لتتخذ موضعا معينا أو بمعنى «مدارا معينا» فوق الأرض.

## التقنية

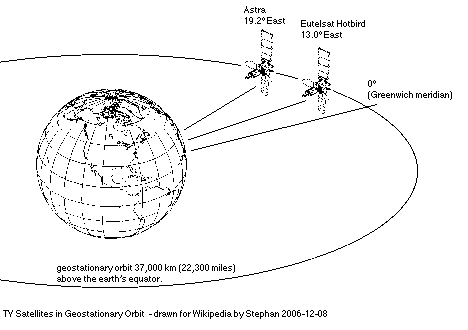
وجود أقمار صناعية للإرسال والاتصالات في مدار أرضي جغرافي متزامن. اللوحات الشمسية تكون دائما في اتجاه الشمال والجنوب. يدور القمر الصناعي في مداره بسرعة مناسبة لدوران الأرض بحيث يكون كما لو كان ثابتا فوق بقعة معينة.

يحوي القمر الصناعي للبث الإذاعي والتلفزيوني على جهاز استقبال وإرسال يسمى «ترانسبوندر» وهو يستطيع العمل على عدة ترددات لاسلكية وهي ما تسمى «قنوات». كان الإرسال التلفزيوني يتم منحصرا على تردد 27 ميجا هرتز للقيام بالبث واستقبال الإشارات التناظرية.
في نظام القمر الصناعي أسترا تستخدم في حيز 12 جيجا هيرتز (12 مليار هيرتز) الرقمي قناة عرضها 33 ميجا هرتز (33 مليون هيرتز) حيث تتميز بمعدل عالي في إرسال الإشارات، بالمقارنة بجهاز الاستقبال والإرسال على القمر الصناعي الذي يشتغل بالإشارات التناظرية في حيز 11 جيجا هيرتز. إلا أن حيز 11 جيجا هيرتز أصبح هو الآخر يعمل على الإرسال بالإشارات الرقمية.
بالنسبة للأقمار الصناعية المستخدم في الإرسال التلفزيوني التي كانت مصممة للتوزيع الإذاعي التلفزيوني عن طريق شبكات كابلات أرضية لإذاعة برامج بالإشارات التناظرية، فقد استخدمت قناة عرضها 36 ميجا هيرتز لتفادي ضعف الإشارات في تلك الشبكات الطويلة وما بها من مضخمات للإشارات حتى تتحسن الصورة المستقبلة لدى الجمهور.

## خدمات في قطاع التجارة

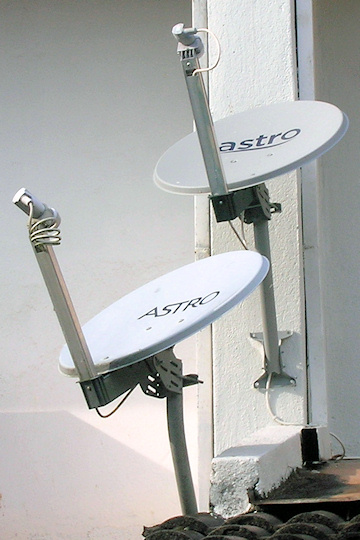
أطباق أسترو الفضائية

في إنجلترا تعمل شركة «بريتيش سكاي برودكاستينغ» في الأغراض التجارية ولها 5 قنوات، بدأت عملها منذ 1989. في البدء بدأت Sky TV بأربعة قنوات للإرسال وكانت تعمل بنظام الإشارات التناظرية، وكانت تبث في المملكة المتحدة وفي إيرلندا.
وفي عام 1991 تغيرت شركة سكاي وأصبحت تعمل بالتعاقد مع جمهور المستقبلين على أن يقوموا بدفع مبالغ عن الاستقبال pay model. وبدأت ترسل الإرسال الإذاعي والتلفزيوني بالنظام الرقمي في عام 1998. وأنهت البث بالنظام التناظري في عام 2001.

## اقرأ أيضا
- هوت بيرد 1
- إشارة تناظرية
- مضخم (إلكترونيات)
- قمر صناعي
- مدار أرضي جغرافي متزامن
- متلازمة كيسلر